# 松江市立第二中学校
松江市立第二中学校（まつえしりつ だいにちゅうがっこう）は、島根県松江市西川津町にある公立中学校。

## 校区
- 校区は、母衣小学校、川津小学校、朝酌小学校、持田小学校の通学区域となっている。

## 沿革
- 1949年4月1日 - 設立。
- 1956年4月1日 - 松江市立持田中学校を統合。
- 1965年4月1日 - 松江市立第五中学校を統合。

## 部活動

### 体育部
- サッカー部
- 野球部
- 陸上部
- 剣道部
- 柔道部
- 水泳部
- バスケット部（男・女）
- バレーボール部（男・女）
- ソフトテニス部（男・女）
- 卓球部（男・女）

### 文化部
- 吹奏楽部
- 合唱部
- 理科部
- 美術部
- 帰宅部

## 著名な出身者
- 梶谷隆幸（プロ野球選手）
- 久保田学（元サッカー選手・現中学校教諭）
- 福田大和（柔道家）
- 青山フォール勝ち（お笑い芸人、ネルソンズ）
- 和田まんじゅう（お笑い芸人、ネルソンズ）
- 藤田のぞみ（元女子サッカー選手）

## 周辺
- 島根県立松江養護学校
- 島根大学
- 島根大学総合博物館アシカル